# Kelly Bishop
Carole "Kelly" Bishop (Colorado Springs, Colorado, 1944. február 28. –) Tony-díjas amerikai színésznő, énekesnő. Legismertebb szerepei Emily Gilmore a Szívek szállodája sorozatból és Marjorie Houseman a Dirty Dancing című filmben. Ő alakította továbbá Fanny Flowers szerepét a Bunheads című dramedyben. Olyan filmekben is szerepelt, mint a Wonder Boys – Pokoli hétvége (2000) és az Intim részek (1997).

## Élete
Colorado Springs városában született Jane Lenore és Lawrence Boden Bishop gyermekeként. Denverben nőtt fel, ahol balerinának tanult. A San Jose Ballet iskolában tanult. Tizennyolc éves korában New Yorkba költözött. Első szerepe 1967-ben volt, a Golden Rainbow című musicalben.
Az áttörést A Chorus Line című musical hozta meg neki; Sheila szerepéért Tony-díjat nyert.

## Magánélete
A New Jersey állambeli South Orange-ben él. Lee Leonard műsorvezető volt a férje, Lee 2018-ban bekövetkezett haláláig.

## Filmográfia
- 1987: Dirty Dancing – Piszkos tánc, Marjorie Houseman
- 1991: Együtt a csapat, Maria
- 1997: Intim részek, Ray Stern
- 2000: Wonder Boys – Pokoli hétvége, Amanda Leer
- 2000–2007: Szívek szállodája (109 epizód), Emily Gilmore
- 2000, 2008–2009: Esküdt ellenségek: Különleges ügyosztály (3 epizód)
- 2010, 2015–2016: A férjem védelmében (3 epizód)
- 2011: Barátok babával, Mary Fryman
- 2016: Szívek szállodája – Egy év az életünkből (4 epizód), Emily Gilmore